# José Reyes
José Bernabé Reyes (ur. 11 czerwca 1983) – dominikański baseballista, który występował na pozycji trzeciobazowego i łącznika. Czterokrotny uczestnik Meczu Gwiazd, zdobywca Silver Slugger Award, najlepszy uderzający w National League w 2011 roku.

## Kariera klubowa

### Minor League Baseball
W sierpniu 1999 podpisał kontrakt jako wolny agent z organizacją New York Mets. Zawodową karierę rozpoczął w 2000 od występów w Kingsport Mets (poziom Rookie), następnie w 2001 grał w Capital City Bombers (Class A). Na początku 2002 został zaproszony do składu New York Mets na występy w spring training, jednak po jego zakończeniu został odesłany do St. Lucie Mets (Class A Advanced), a potem do Binghamton Mets (Double-A). Jako zawodnik tego klubu w lipcu 2002 wystąpił w drużynie reszty świata w All-Star Futures Game i został wybrany MVP tego meczu. Sezon 2003 rozpoczął od występów w Norfolk Tides (Triple-A) i po rozegraniu 42 meczów, 5 czerwca 2003 zastąpił kontuzjowanego Reya Sáncheza w 40-osobowym składzie New York Mets.

### New York Mets

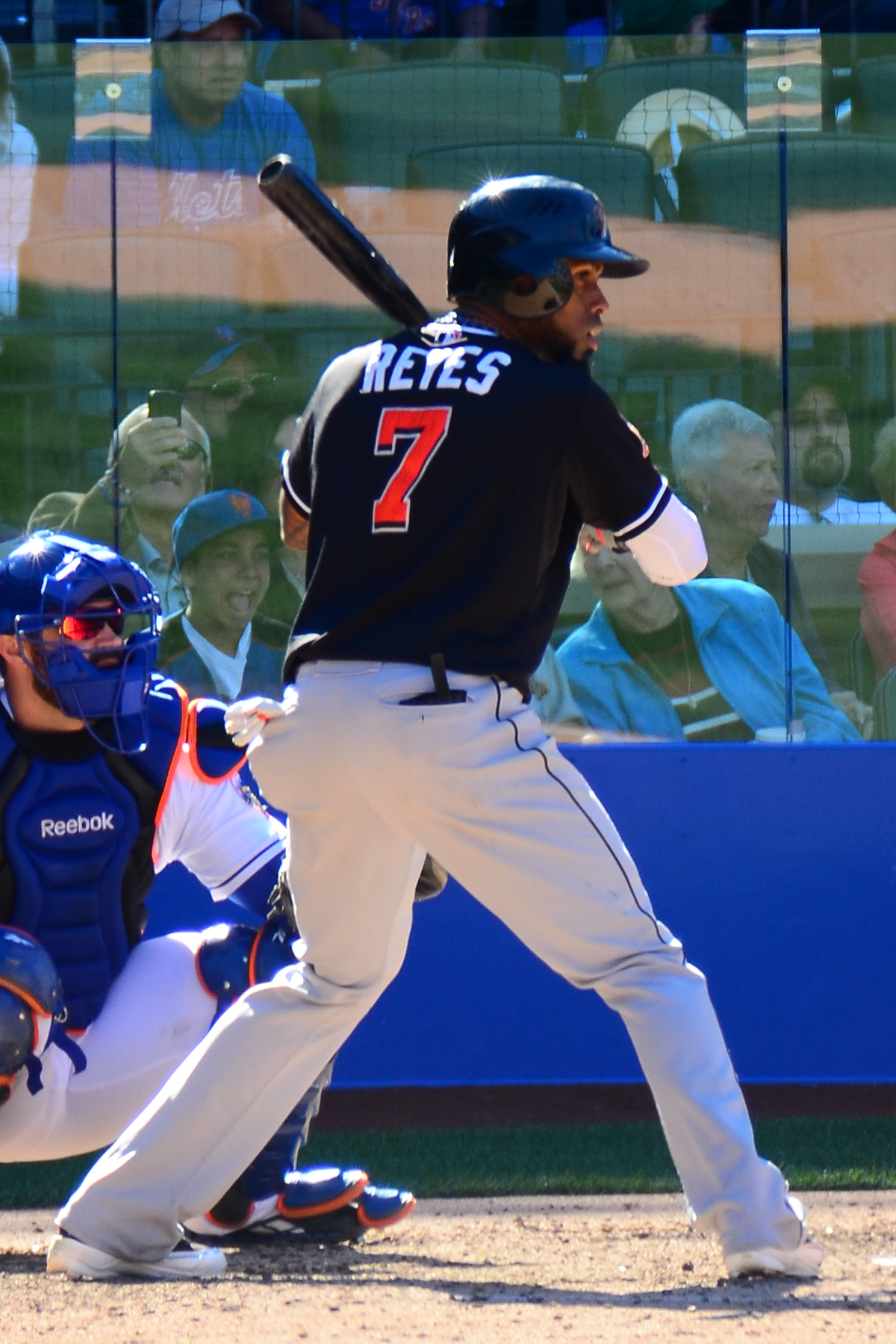
José Reyes podczas gry w Miami Marlins.

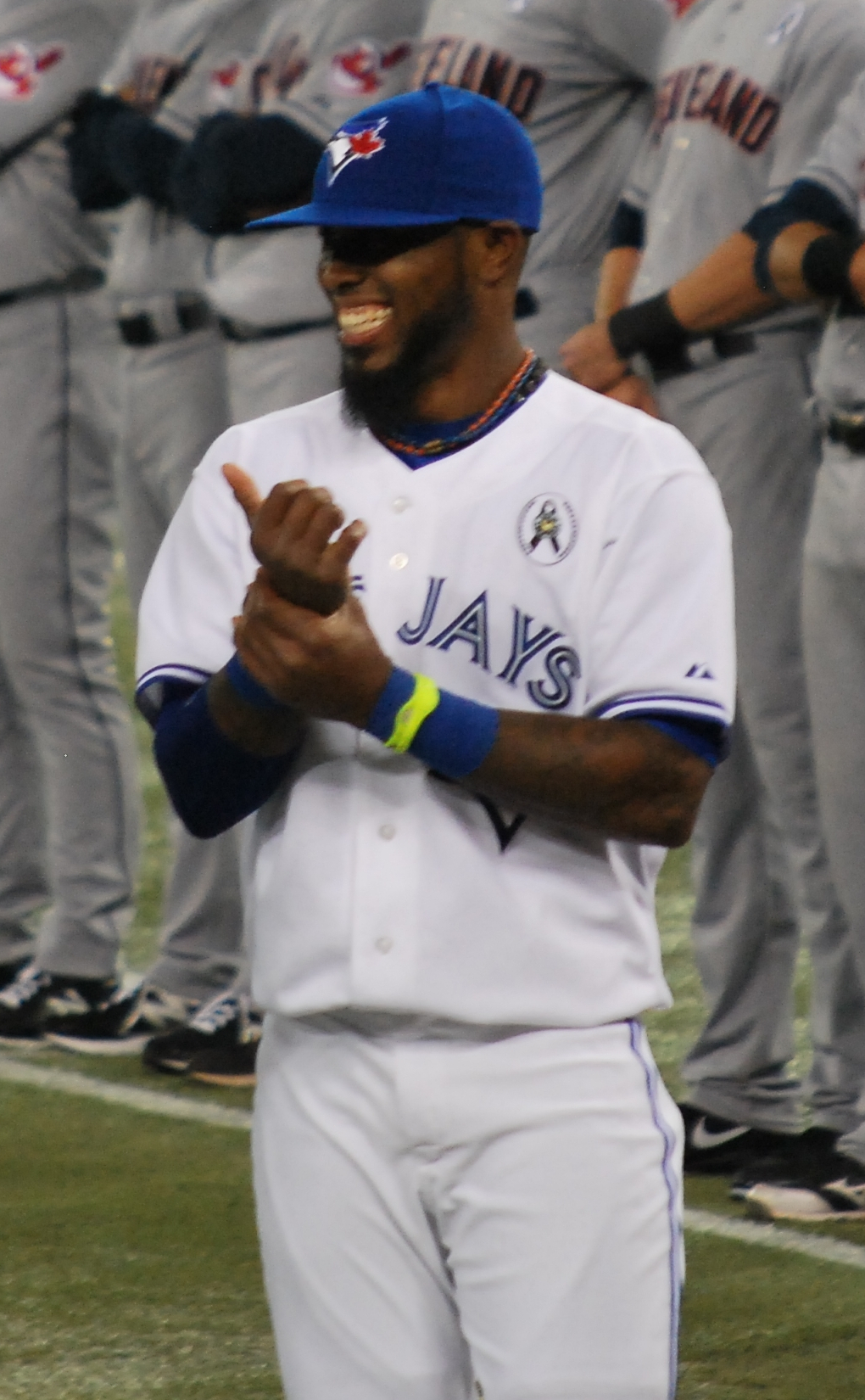
José Reyes jako zawodnik Toronto Blue Jays.

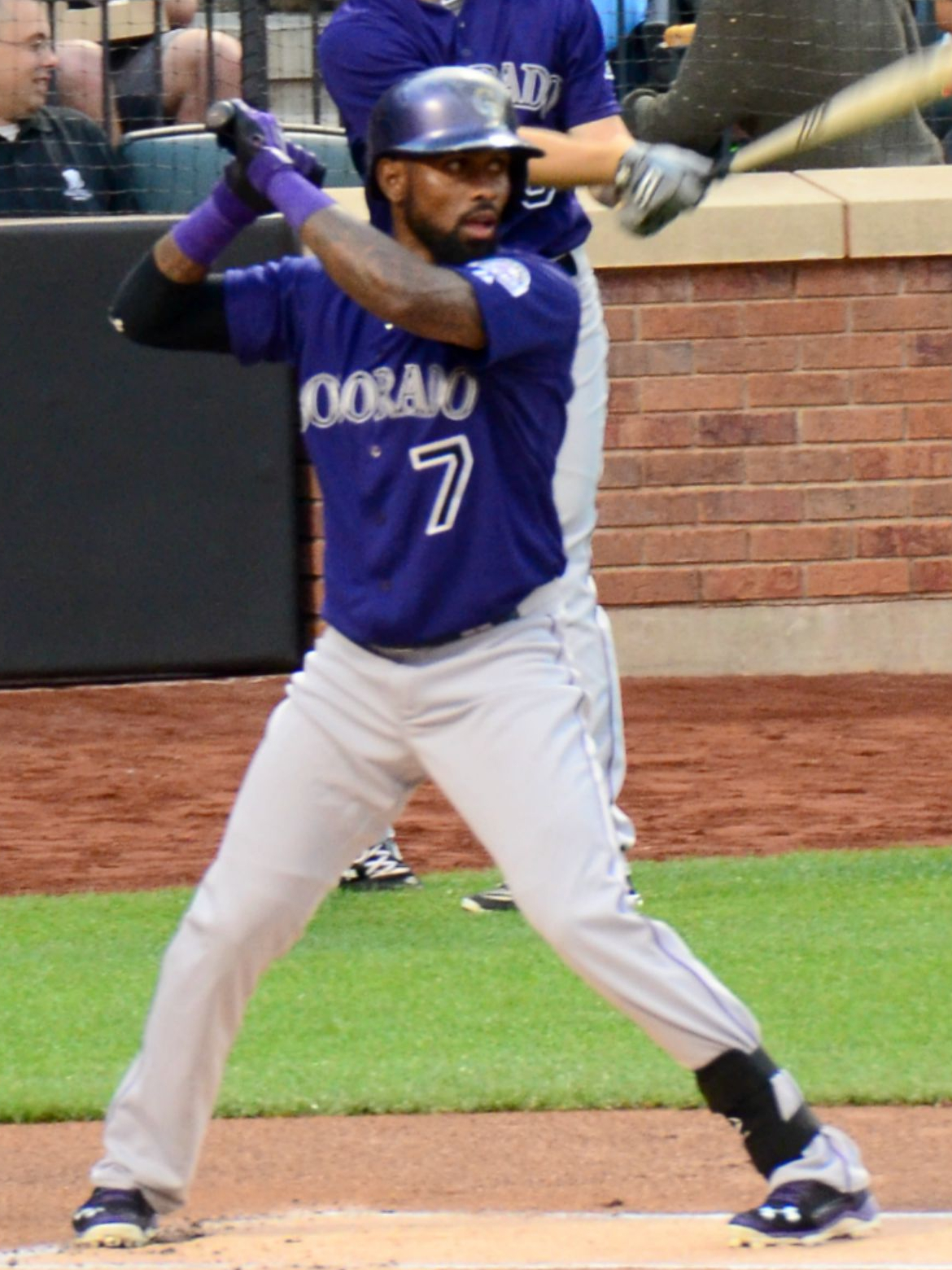
José Reyes jako zawodnik Colorado Rockies.

#### 2003–2005
10 czerwca 2003 zadebiutował w Major League Baseball w meczu przeciwko Texas Rangers, w którym zaliczył dwa uderzenia, w tym double'a. Pięć dni później w spotkaniu z Anaheim Angels zdobył pierwszego home runa (grand slama) w MLB. 28 sierpnia 2003 w meczu z Atlanta Braves został najmłodszym zawodnikiem w historii MLB, który zdobył dwa home runy, jednego lewą, drugiego prawą ręką. W debiutanckim sezonie zagrał w 69 meczach, uzyskując średnią 0,307, a w głosowaniu do nagrody NL Rookie of the Year Award zajął 8. miejsce. 13 marca 2004 podczas meczu spring training doznał kontuzji kolana, a do gry powrócił 19 czerwca 2004. W 2005 skradł najwięcej baz (60) w National League i zaliczył najwięcej triple'ów (17) w MLB.

#### 2006
21 czerwca w meczu z Cincinnati Reds, rozegranym na Shea Stadium, został dziewiątym zawodnikiem w historii klubu, który zaliczył cycle. W lipcu po raz pierwszy otrzymał powołanie do NL All-Star Team. 3 sierpnia podpisał nowy, czteroletni kontrakt 23 250 tysięcy dolarów z opcją przedłużenia na rok wartą 11 milionów. 15 sierpnia w spotkaniu z Philadelphia Phillies zdobył trzy home runy, zaś 7 września w meczu z Los Angeles Dodgers zdobył pierwszego inside-the-park home runa w MLB.
W sezonie zasadniczym uzyskał średnią 0,300, zdobył 18 home runów, zaliczył 81 RBI i 17 triple'ów (najwięcej w MLB), a także skradł 64 bazy (najwięcej w MLB) i został wyróżniony spośród łączników otrzymując Silver Slugger Award. Mets wygrali dywizję National League East i uzyskali awans do play-off. Pierwszy mecz w postseason Reyes zanotował 4 października przeciwko Los Angeles Dodgers w National League Division Series. Mets pokonali Dodgers w NLDS 3–0, ale ulegli Cardinals 3–4 w National League Championship Series.
W listopadzie wystąpił w Major League Baseball Japan All-Star Series, a w meczu numer 5 zdobył zwycięskiego home runa w dziesiątej zmianie.

#### 2007–2009
10 lipca 2007 Reyes po raz pierwszy wyszedł w podstawowym składzie NL All-Star Team. Dwa dni później w meczu z Cincinnati Reds ustanowił klubowy rekord zdobywając dziewiątego lead-off home runa w MLB, a 22 sierpnia 2007 w spotkaniu z San Diego Padres pobił kolejny, kradnąc 67. bazę w sezonie zasadniczym. Ostatecznie skradł 78, co było najlepszym wynikiem w MLB. 20 lipca 2008 w meczu z Cincinnati Reds pobił klubowy rekord wszech czasów, należący do Mookiego Wilsona, zaliczając 63 triple'a w MLB. W tym samym roku, 10 września, w spotkaniu z Washington Nationals ustanowił kolejny rekord klubowy, należący również do Wilsona, kradnąc 282. bazę w karierze. W 2009 z powodu kontuzji łydki zagrał w zaledwie 36 meczach.

#### 2010–2011
25 maja 2010 w meczu przeciwko Philadelphia Phillies zaliczył 1000. uderzenie w MLB. W lipcu 2010 i 2011 otrzymał powołanie do NL All-Star Team, ale nie wystąpił w meczach z powodu kontuzji.
Pod koniec sezonu 2011 walczył z Ryanem Braunem z Milwaukee Brewers o tytuł najlepszego uderzającego w lidze. 28 września 2011 w ostatnim meczu przeciwko Cincinnati Reds, po zaliczeniu single'a w pierwszej zmianie, poprosił menadżera Terry'ego Collinsa o zmianę. Tego samego dnia w spotkaniu Brewers – Los Angeles Dodgers Braun przy czterech podejściach nie zaliczył odbicia i zakończył sezon ze średnią 0,332. Reyes z kolei zanotował średnią 0,337. Po zakończeniu sezonu Reyes został wolnym agentem.

### Miami Marlins
7 grudnia 2011 podpisał sześcioletni kontrakt wart 106 milionów dolarów z Miami Marlins. Podczas gry w Marlins ustanowił rekord kariery i jednocześnie wyrównał rekord klubowy, należący do Emilio Bonifacio, zaliczając przynajmniej jedno odbicie w 26 meczach z rzędu. Sezon 2012 zakończył ze średnią 0,287, zdobył 11 home runów, zaliczył 57 RBI i skradł 40 baz.

### Toronto Blue Jays
19 listopada 2012 wraz z Markiem Buehrle, Joshem Johnsonem, Johnem Buckiem i Emilio Bonifacio przeszedł do Toronto Blue Jays w zamian za Hendersona Álvareza, Adeiny'ego Hechavarrię, Yunela Escobara, Jake'a Marisnicka, Anthony'ego DeSclafaniego, Justina Nicolino i Jeffa Mathisa. 12 kwietnia 2013 w meczu przeciwko Kansas City Royals odniósł kontuzję kostki, a do gry w MLB powrócił 26 czerwca. 6 sierpnia 2013 w spotkaniu ze Seattle Mariners zdobył 100. home runa w MLB po narzucie Féliksa Hernándeza.

### Colorado Rockies
28 lipca 2015 przeszedł do Colorado Rockies między innymi za Troya Tulowitzkiego. Po raz pierwszy w barwach nowego zespołu zagrał dzień później w meczu przeciwko Chicago Cubs, w którym zaliczył single'a.

### Powrót do New York Mets
25 czerwca 2016 podpisał niegwarantowany kontakt z New York Mets. Występy w organizacji rozpoczął w Brooklyn Cyclones (Class A-Short Season), a 28 lipca 2016 przeszedł do Binghamton Mets (Double-A). 5 lipca 2016 został powołany do 40-osobowego składu New York Mets, zastępując kontuzjowanego Davida Wrighta, grającego na trzeciej bazie. 20 maja 2017 w meczu przeciwko Los Angeles Angels of Anaheim zaliczył 2000. odbicie w MLB.
W lipcu 2020 ogłosił zakończenie zawodniczej kariery.

## Kariera reprezentacyjna
Reyes był w składzie reprezentacji Dominikany na World Baseball Classic w 2006, 2009 i 2013 roku. W 2013 zdobył złoty medal na tym turnieju, a w finale przeciwko Portoryko zaliczył 2 odbicia na 4 podejścia, w tym triple'a w siódmej zmianie.

## Nagrody i wyróżnienia
| Nagroda/wyróżnienie  | Lata                   | Źródło |
| 4× All-Star          | 2006, 2007, 2010, 2011 | [ 1 ]  |
| Silver Slugger Award | 2006                   | [ 1 ]  |